# Markus Zeitlinger
Markus Zeitlinger (* 9. April 1975 in Wien) ist ein österreichischer Pharmakologe.
Zeitlinger ist ein habilitierter klinischer Pharmakologe an der Medizinischen Universität Wien. Er ist Experte in der antimikrobiellen Pharmakokinetik und der Optimierung der Arzneimitteltherapie und Leiter der Universitätsklinik für Klinische Pharmakologie.

## Wissenschaftliches Werk und Position
Zeitlingers Forschung umfasst verschiedene Themen, insbesondere die Leitung klinischer Studien, darunter Arbeiten über die Wirkung von Budesonid auf die pulmonale Aktivität von Multidrug-Resistenzproteinen, die In-vitro-Aktivität von Antimykotika wie Voriconazol und Amphotericin B gegen Candida-Arten, die klinische Pharmakokinetik von Fosfomycin und Strategien zur individualisierten antimikrobiellen Dosisoptimierung. Diese Studien bieten Einblicke in die effektive Nutzung antimikrobieller Wirkstoffe und die Optimierung der Arzneimitteldosierung, was bei der Behandlung von Infektionskrankheiten entscheidend ist.
Die Literatur- und Zitationsdatenbank Scopus führt ihn als Autorin bzw. Mitautorin von 308 Fachpublikationen und schreibt ihm einen h-Index von 41 zu (Stand: 2023).
Als wissenschaftlicher Experte für die Europäische Arzneimittel-Agentur war er an über 400 Beratungsverfahren der Agentur beteiligt. Zu seinen internationalen Funktionen zählt u. a. der Vorsitz der PK/PD-Arbeitsgruppe der Europäischen Gesellschaft für Klinische Mikrobiologie und Infektionskrankheiten (ESCMID), während er auf nationaler Ebene Mitglied des Sicherheitsrates des Nationalen Impfausschusses und des Österreichischen Nationalen Gesundheitsrats ist. Seit Oktober 2022 ist er reguläres Mitglied des Senats der Medizinischen Universität Wien.

## Einwerbung von Drittmitteln
Von 2014 bis 2023 erhielt Zeitlinger mehrere Forschungsförderungen für Projekte im Bereich Antibiotika und Infektionskrankheiten. Dazu gehörten das europäische Innovative Medicines Initiative-Programm „New Drugs 4 Bad Bugs“, das österreichische Projekt zur Gehirndurchdringung von Antibiotika und das H2020-MSCA-Innovative Training Networks-Programm für personalisierte Antibiotikabehandlung. Zwischen 2019 und 2024 waren es vor allem Grants des europäischen Innovative Medicines Initiative 2 JU AMR Accelerator Programms, fokussiert auf Tuberkulose, nichttuberkulöse Mykobakterien, Antibiotikaresistenz und neue Behandlungsansätze.
Weitere Drittmittel in Millionenhöhe konnte Zeitlinger unter anderen von Pfizer, Novartis, GSK und Roche für klinische Studien einwerben.

## Wahrnehmung und Würdigung
Seine Interviews in der Tagespresse und im österreichischen Fernsehen, insbesondere im ORF, haben der Öffentlichkeit Einblicke in die Herausforderungen der COVID-19-Pandemie gegeben. 2012 erhielt er den Heribert-Konzett-Preis der österreichischen Pharmakologischen Gesellschaft.